# Cueva De Baticambras
Cueva De Baticambras este o arie protejată (arie specială de conservare — SAC, sit de importanță comunitară — SCI) din Spania întinsă pe o suprafață de 0,53 ha, integral pe uscat.

## Localizare
Centrul sitului Cueva De Baticambras este situat la coordonatele 40°47′11″N 0°27′36″W / 40.7865°N 0.460087°V.

## Înființare
Situl Cueva De Baticambras a fost declarat sit de importanță comunitară în iulie 2000 pentru a proteja 3 specii de animale. Situl a fost protejat și ca arie specială de conservare în februarie 2021.

## Biodiversitate
Situată în ecoregiunea mediteraneană, aria protejată conține 1 habitat natural: Peșteri inaccesibile publicului.
La baza desemnării sitului se află mai multe specii protejate de  mamifere (3): liliacul mediteranean cu potcoavă (Rhinolophus euryale), liliacul mare cu potcoavă (Rhinolophus ferrumequinum), liliacul mic cu potcoavă (Rhinolophus hipposideros).
Pe lângă speciile protejate, pe teritoriul sitului au mai fost identificate 1 specie de amfibieni.